# Goniothalamus elmeri
Goniothalamus elmeri este o specie de plante din genul Goniothalamus, familia Annonaceae, descrisă de Elmer Drew Merrill.

## Subspecii
Această specie cuprinde următoarele subspecii:
- G. e. gitingensis
- G. e. longipedicellatus